# Прусский язык
Пру́сский язы́к — вымерший язык пруссов; один из балтийских языков, входивший в западно-балтийскую группу. Иногда также называется «древнепрусским» (нем. Altpreußische Sprache, пол. język staropruski) для того, чтобы отличить его от прусских говоров немецкого языка.

## Диалекты
Выделяют два диалекта прусского языка — помезанский (западный, район Мариенбурга и Эльбинга) и самландский, или самбийский (восточный, район Кёнигсберга). 
Помезанский диалект отражён «Эльбингским словарём» XIV века (802 слова), а на самбийском диалекте составлены и напечатаны три катехизиса XVI века, представляющие собой переводы с немецкого языка (самый развёрнутый, «Энхиридион» 1561 г. — перевод «Малого Катехизиса» Мартина Лютера), выполненные немцами же. Не решён вопрос того, насколько точно катехизисы отражают прусскую речь и насколько она искажена переводчиками, писцами и печатниками. 
Средневековыми авторами выделялось (помимо помезанцев и самбийцев) ещё 9 прусских племён. Вероятно, свои диалекты были и у них, но об этих диалектах ничего не известно.

## История
На прусском языке говорили в юго-восточной Прибалтике, к востоку от Вислы. Область распространения прусского языка после происходивших на этой территории северных крестовых походов XIII—XIV веков распался на ряд небольших областей. С начала XVII века язык постепенно стал вымирать даже в последних традиционных ареалах (есть запись о смерти «последнего старика, жившего на Куршской косе и знавшего прусский», записанная приблизительно в 1677 году), потомки пруссов к началу XVIII века полностью перешли на нижненемецкий язык (иногда сохраняя некоторые элементы прусского субстрата в лексике). Сохранилось очень мало письменных памятников прусского языка, многие из которых отражают сильное влияние соседствовавших с ним польского и немецкого языков. Некоторое дополнительное представление о прусском языке дают топонимия и антропонимика, а также прусские заимствования и субстратные элементы в языках соседей (немецком, польском, западных говорах литовского языка, белорусского).
Среди дошедших до нас источников прусского языка — случайно обнаруженный в 1970-е годы Базельский фрагмент (XIV в., после 1369 г.), считающийся древнейшим балтийским текстом. Это шуточная эпиграмма, сочинённая, возможно, обучавшимся в Карловом университете в Праге пруссом:
- Kails rekyse Thoneaw labonache thewelyse
- Eg koyte poyte Nykoyte pennega doyte.

| прусский      | русский                                          | литовский                   | латышский    |
| ------------- | ------------------------------------------------ | --------------------------- | ------------ |
| Kails         | привет                                           | sveikas, labas              | sveiki       |
| rekyse, rikīs | господин                                         | rikis, rykys «предводитель» | kungs        |
| Tho ne aw     | ты не так                                        | tu ne tiek/taip             | tu ne tā (?) |
| labonache     | любим, хорош                                     | labas, geras                | mīlēts, labs |
| thewelyse     | товарищ (возм. «батенька» (?); ср. лит. tėvelis) | tėvelis «батюшка, отец» (?) | tēvs (?)     |
| eg            | если                                             | jei                         | ja           |
| koyte         | хотите (хочешь)                                  | nori(-te)                   | gribi(-at)   |
| poyte         | пить                                             | gerti                       | dzert        |
| Nykoyte       | не хотите (не хочешь)                            | nenori(-te)                 | negribi(-at) |
| peningā       | деньги (пенязи)                                  | pinigai                     | nauda        |
| dōiti         | дать                                             | duoti                       | dot          |

- Обычно текст трактуют так: «Привет, сударь! Ты нехороший товарищ/батюшка(?), если хочешь пить, а денег давать не хочешь».

В настоящее время в Калининградской области, Польше, Литве и Латвии существует движение, связанное с именем Миккелса Клуссиса, по восстановлению (искусственного) «новопрусского языка» как на базе имеющихся сведений о прусском, так и с учётом немецких диалектов Пруссии, которые, возможно, сохранили неизвестные из традиционных источников прусские языковые факты.

## Лингвистическая характеристика
Из нынешних живых языков прусский язык наиболее близок к литовскому и латышскому языкам (в рамках балтийской языковой ветви).
В некоторых отношениях прусский язык обнаруживает и особую близость к славянским языкам: сюда относятся общие структурные черты в области морфологии (в частности, именного склонения).

### Фонетика и фонология
Для фонетики прусского языка характерны:
- противопоставление гласных по долготе—краткости;
- относительно простая система согласных;
- свободное ударение;
- противопоставление интонаций;
- палатализация и лабиализация согласных;
- смешение шипящих и свистящих;
- дифтонгизация долгих гласных;
- сохранение di, ti, переходящих в шипящие в латышском и литовском, но переход si в шипящий;
- смена глухих и звонких — в ряде случаев связана с восприятием прусского языка немцами.

#### Гласные
Гласные звуки прусского языка:
|         | Передний | Передний | Средний | Средний | Задний | Задний |
| Краткие | Долгие   | Краткие  | Долгие  | Краткие | Долгие |        |
| ------- | -------- | -------- | ------- | ------- | ------ | ------ |
| Верхний | i        | iː       |         |         | u      | uː     |
| Средний | e        | eː       |         |         |        | oː     |
| Нижний  |          |          | a       | aː      |        |        |

#### Дифтонги
Шмальштиг предлагает три местных дифтонга:
|         | Передние | Задние |
| ------- | -------- | ------ |
| Средние | ei       |        |
| Нижние  | ai       | au     |

- /au/ также мог реализовываться как дифтонг среднего ряда /eu/ после палатализованных согласных.
- /ui/ встречается в слове cuylis , которое считается заимствованным.

#### Согласные
В прусском языке имеются следующие согласные:
|                          | Губные | Альвеолярные | Палато-альвеолярные | Палатальные | Велярные | Глотальные |
| ------------------------ | ------ | ------------ | ------------------- | ----------- | -------- | ---------- |
| Носовые                  | m mʲ   | n nʲ         |                     |             |          |            |
| Взрывные                 | p pʲ   | t tʲ         |                     |             | k kʲ     |            |
| Взрывные                 | b bʲ   | d dʲ         |                     |             | g gʲ     |            |
| Сибилянты                |        | s sʲ         | ʃ² ʃʲ²              |             |          |            |
| Сибилянты                |        | z zʲ         | ʒ² ʒʲ²              |             |          |            |
| Фрикативные              | f¹     |              |                     |             |          | h¹         |
| Фрикативные              | v vʲ   |              |                     |             |          |            |
| Дрожащие                 |        | r rʲ         |                     |             |          |            |
| Аппроксиманты            |        |              |                     | j           |          |            |
| Латеральные апроксиманты |        | l lʲ         |                     |             |          |            |

### Морфология
В морфологии прусского языка известны пять падежей имени (именительный, родительный, дательный, винительный и звательный). В поздний период (к которому относятся памятники) отмечено вытеснение косвенных падежей конструкциями «предлог с винительным падежом», а звательного — именительным. 
В помезанском диалекте сохранялся средний род, утраченный в латышском и литовском. Прусский язык имел отличные от латышского и литовского основы притяжательных местоимений. 
В катехизисах представлен определённый и неопределённый артикль; вопрос о том, насколько это живое явление прусской речи, а не механическая пословная калька с немецкого, не решён. 
В прусском глаголе выделяются формы времени (настоящего, прошедшего и будущего), есть аналитический перфект с глаголом «быть» (по-видимому, собственно прусское явление), четыре наклонения, залог. В прусском имелся лексикализованный глагольный вид славянского типа — в частности, чистовидовая приставка совершенного вида po (ср. литовское pa-), но задокументирован он в источниках слабо.

### Синтаксис
О прусском синтаксисе нет достаточных сведений (ввиду того, что в катехизисах порядок слов в большинстве случаев совершенно точно соответствует немецкому оригиналу).

### Лексика
В лексике представлены заимствования из славянских языков (например, dusi — «душа», swetan — «мир», somukis — «замо́к») и германских (adder — «или», werts — «достойный», penningas — «деньги»).

## История изучения
До середины XIX в. в международной лингвистике бытовало мнение, что прусский язык относился к славянской подгруппе арийских языков (такая трактовка содержится, в частности, в Британском имперском словаре), однако языковеды XX века точно установили, что это язык из языковой группы балтийских языков.